# Kwik(II)fulminaat
Kwik(II)fulminaat, knalkwik of slagkwik  Hg(CNO)2 is een zeer instabiele, explosieve stof die gebruikt wordt als detonator in penvuurpatronen en randvuurpatronen om de hoofdlading te ontsteken. De stof is giftig en explodeert gemakkelijk bij mechanische en thermische belasting, zoals schokken, wrijven en verhitting.
Knalkwik vindt ook toepassingen in slaghoedjes en vroeger in trekbommetjes (is nu vervangen door een ander pyrotechnisch mengsel). De explosieve ontleding van de stof volgt de reactie:
{\displaystyle {\ce {Hg{(CNO)}2 -> Hg + N2 + 2 CO}}}

## Synthese
Kwik(II)fulminaat wordt bereid door reactie van kwik en salpeterzuur, met toevoeging van ethanol na de reactie:
{\displaystyle {\ce {Hg +4 HNO3 -> Hg{(NO3)}2 + 2 NO + 2 H2O}}}
{\displaystyle {\ce {Hg{(NO3)}2 + C2H5OH -> Hg{(CNO)}2 + 3H2O + O2}}}